# Camilo Sesto
Camilo Sesto, született Camilo Blanes Cortés (Alcoi, 1946. szeptember 16 – Madrid, 2019. szeptember 8.) spanyol énekes, dalszerző és zenei producer volt.  Spanyol nyelvterületen ismert volt pop, romantikus ballada és rock dalaival. Pályája során több mint 40 lemezt adott ki, 2,5 millió példányban.

## Élete
Alcoy városában helyi együttesekben vett részt kamaszkorában, majd 1965-ban részt vett Madridban a Salto a la Fama című tehetségkutató műsorban. 1966-ban a  Los Botines együttes tagja lett, amelyre a Beatles volt hatással. Szólókarrierje 1972-ban indult el, amikor Juan Pardo procuder ötletére felvette a Camilo Sesto művésznevet. Az Algo de mí című dala volt az első slágere, amely karrierjének egyik legismertebb dala. 1973-ban a brazíliai Belo Horizonte városban részt vett az OTI Festivalon. A  "¿Quieres ser mi amante?", "Llueve sobre mojado", "Yo soy así", "Isabel", "Déjame participar en tu juego" and "Mienteme" című dalai komoly sikert hoztak el az énekesnek,  1974-ben fellépett a chilei Viña del Mar-i Nemzetközi Dalfesztiválon.
1975-ben a Jézus Krisztus Szupersztárban a főszereplőt alakította a madridi Nuevo Teatro Alcalá színházban. Az énekével pozítiv kritikát kapott és újabb sikereket ért el. A musicalből a Gethsemane című dal spanyol verziójával vált legismertebbé az ő előadásával, amiről Andrew Lloyd Webber úgy vélte, hogy az énekes produkciója állt a legközelebb az eredeti dalhoz.  1976-ban jelent meg Memorias című lemeze, amely Argentínában a 6. lett az eladási listákon. Ám az album dalai Venezuelában, Panamában, Mexikóban és Argentínában is első helyekre került fel. A Quieres ser mi amante? (Akarsz-e a szeretőm lenni?) című dala miatt Grammy-díjra jelölték a Legjobb latin zenei lemez kategóriában.
1978-ban jelent meg Vivir así es morir de amor című dala, amely Spanyolországon kívül Mexikóban és Argentínában is az 5. és 6. helyre ment fel a slágerlistákon.
1980-ban a Colorina című mexikói telenovella főcímdalát írta és adta elő. Ekkoriban gyakran adott koncertet a new yorki Madison Square Gardenben. Az 1980-as évek elején újabb sikereket ért el a "Perdóname", "Melina" és a "Donde Estes, Con Quien Estes" című dalokkal. 1987-ben szüneteltette karrierjét, majd 1991-ben visszatért a zenei életbe. Ekkor adta ki  A Voluntad del Cielo című albumát, amelyről a saját maga által írt Amor Mío, ¿Qué Me Has Hecho? (Szerelmem, mit tettél velem?) című dal lett a legismertebb és a Billboard Hot Latin Songs slágerlistájának első helyét érte el, emellett Lo Nuestro-díjra is jelölték a dalt, az év pop dala kategóriában.
Alokohol problémái miatt, 2001-ben az énekesen májátültetést hajtottak végre és 2003-ban tért vissza új lemezzel, Alma címen. 2004-ben fellépett Chilében a Vina del Mari-i Nemzetközi Dalfesztiválon. Zenei pályafutásának utolsó munkái közé tartozik, hogy elénekelte a bujalancei focicsapat hivatalos indulóját.
2008-ban az énekes bejelentette, hogy nem készít több stúdiólemezt és 2009-ben búcsúzásképp egy amerikai koncertturnéra indul. A turnén az Egyesült Államokban, Mexikóban, Peruban, Chilében, Ecuardoban és Kolumbiában lépett fel. 2010 októberében két nagykoncertet adott Madridban: amiből kiadta első koncertlemezét Todo de Mí (Minden rólam) címen.

## Halála
2019. szeptember 8-án hunyt el egy madridi kórházban veseelégtelenségben 72 évesen, 8 nappal a 73. születésnapja előtt. Halálakor Pedro Sánchez spanyol miniszterelnök Twitter üzenetében halála napján úgy írt hogy: "Ma Spanyolország és egész Latin-Amerika gyászol Camilo Sesto elvesztése miatt. A dalaival mindig az emlékezetünkben fog maradni." 

## Diszkográfia

### Nagylemezek
- Llegará El Verano/Sin Dirección (1970) (Movieplay)
- Algo De Mí (1972) (Pronto)
- Solo un Hombre (1972) (Pronto)
- Algo Más (album) (1973) (Pronto)
- Camilo (1974) (Pronto)
- Amor Libre (1975) (Pronto)
- Jesucristo Superstar  (1975) (Pronto)
- Memorias  (1976) (Pronto)
- Rasgos (1977) (Pronto)
- Entre Amigos (1977) (Pronto)
- Sentimientos (1978) (Pronto)
- Horas de amor (1979) (Pronto)
- Amaneciendo (1980) (Pronto)
- Más y Más (1981) (Pronto)
- Con Ganas (1982) (Pronto)
- Amanecer/84 (1984) (Ariola)
- Tuyo (1985) (Ariola)
- Agenda De Baile (1986) (Ariola)
- A Voluntad del Cielo (1991) (Ariola)
- Huracán De Amor (1992) (Ariola)
- Amor Sin Vértigo (1994) (BMG Ariola)
- Camilo Superstar (1997)
- Alma (2002) (Elica)